# 馬逢熙
馬逢熙（？—？），和名兼城親方良正，琉球國第二尚氏王朝政治人物、三司官。
馬逢熙於順治七年（1650年）出使薩摩藩，慶祝藩主島津綱貴的生日，同時對幕府將軍優待琉球使臣表示感謝，且寄賜品物。使團五月抵達薩摩藩，十一月回國。
順治十一年甲午十月二十三日（1654年12月1日），就任三司官。康熙四年乙巳十月十五日（1665年11月21日）致仕。康熙八年己酉十月十六日（1669年11月9日），尚貞王賜給他紫地浮織冠。